# 音位变换
音位变换（英語： /mɪˈtæθɪsɪs/；来自古希腊语：、“我以不同顺序放置”）是指在一个单词或一个句子中的数个单词内的音位或音节的交换。最常见的情况是「相邻音位变换」或「局部音位变换」，即两个或多个连续音位的交换：
- foliage > **foilage
- cavalry > **calvary

音位变换还可能涉及不相邻音位的对换，称为「不相邻音位变换或长距离音位变换」 ，或 「hyperthesis」 。例如以下由拉丁语到西班牙语的音位变换：
- 拉丁语 parabola > 西班牙语 palabra “词语”
- 拉丁语 miraculum > 西班牙语 milagro “奇迹”
- 拉丁语 periculum > 西班牙语 peligro “危险”
- 拉丁语 crocodilus > 西班牙语 cocodrilo “鳄鱼”

许多语言都具有此现象，有的语言甚至将其作为语法的一部分，例如希伯来语和富尔语。音位变换也改变了英语中大量常见词的形式。
原始词形可从本语言词库中更古老的词形中推测得出，如果没有任何古老词形，则可利用音韵重建。但在某些情况下，不可能完全确定原始词形。

## 修辞学音位变换
公元前一世纪希腊的历史学家和修辞学家哈利卡纳苏斯的戴欧尼修斯分析了经典文本，他引入了若干校订使文本更为雄辩。校订方法之一即在语法层面上重写文本：改变单词和句子的顺序以使文本更加流畅和“自然”，他称此改写方法为“音位变换”。

## 脚注
1. 1 2  Strazny, Philipp.  2, M–Z. Chicago: Fitzroy Dearborn. 2005: 679.
2. ↑  Ewen. van Oostendorp, Colin J. , 编. . Volume III, Phonological Processes. Oxford: Blackwell. : 1381.
3. ↑  Trask, Robert Lawrence. . Edinburgh: Edinburgh University Press. 2000: 211.